# Marînivka, Iemilciîne
Marînivka (în ucraineană Маринівка) este un sat în comuna Rîhalske din raionul Iemilciîne, regiunea Jîtomîr, Ucraina.

## Demografie
Componența lingvistică a localității Marînivka
     Ucraineană (100%)
Conform recensământului din 2001, toată populația localității Marînivka era vorbitoare de ucraineană (100%).